# Alfa 68
Alfa 68 es el nombre de la variedad cultivar de manzano (Malus domestica).
Criado en 1937 en la Estación de Investigación Hortícola, Alnarp, Suecia. Fue introducida al cultivo en 1954. Las frutas tienen una carne firme, tierna, jugosa, ácida, con un buen sabor.

## Sinónimos
- "Alpha 68".

## Historia
'Alfa 68' es una variedad de manzana, obtención de la Estación de Investigación Hortícola, Alnarp, Suecia. Fue introducida al cultivo en 1954.
'Alfa 68' se cultiva en la National Fruit Collection con el número de accesión: 1968 - 057 y Accession name: Alfa 68.
Se ha utilizado como parental-padre de la variedad: 'Alnarps Favorit'.

## Características
'Alfa 68' tiene un tiempo de floración que comienza a partir del 5 de mayo con el 10% de floración, para el 11 de mayo tiene una floración completa (80%), y para el 17 de mayo tiene un 90% de caída de pétalos.
'Alfa 68' tiene una talla de fruto grande; desde forma Amplio cónico globoso; nervaduras medio débil, corona muy débil; epidermis con color de fondo verde amarillo, con sobre color hay un lavado naranja, con una cantidad de color superior bajo, con sobre patrón de color rayado / moteado, "russeting" (pardeamiento áspero superficial que presentan algunas variedades) de bajo a medio; textura de la pulpa crujiente y color de la pulpa crema; jugoso, fuerte, con buen sabor.
Su tiempo de recogida de cosecha se inicia a mediados de octubre. Se usa como manzana de mesa, y para la cocina.

## Ploidismo
Triploide. Auto estéril, para los cultivos necesitan un polinizador compatible del grupo de polinización: D. No produce polen válido para sí mismo ni para otras variedades de manzana.